# Auguste Drouot
Pour les articles homonymes, voir Drouot (homonymie).
César Auguste Drouot, (dit Auguste Drouot) né le 23 octobre 1881 à La Fère (Aisne) et mort à Dijon le 9 septembre 1955, est un aquarelliste, dessinateur et architecte français.

## Biographie
Fils du cafetier-restaurateur Alexandre Drouot et de Marie Louise Leblanc, il se marie à Dijon le 4 février 1911 avec Anais Françoise Raucaz. Il expose au Salon des architectes dès 1910 et y obtient l'année suivante une mention honorable. Il est remarqué en 1924 en exposant à la Galerie Simonson les dessins Rue pittoresque à Dôle (Jura) (dessin rehaussé), Le Palais de justice à Dijon et Vue de Gand. Comme architecte, il réalise essentiellement des bâtiments de style Art déco correspondant à son époque et il a été chargé du Monument aux morts de Dijon entre 1922 et 1924.

## Œuvres

### Dijon
- Interventions sur les immeubles de l'architecte Abel Boudier datant de 1882[5],[6], aux no 15-17 place Darcy[7].
- Interventions sur les immeubles de l'architecte Abel Boudier datant de 1883 : modification de la porte d'entrée du no 25 place Darcy en 1920 et reconstruction du no 21 en 1921 à la suite d'un incendie[8].
- Monument aux morts de Dijon, rond-point Edmond Michelet, entre 1922 et 1924[9].
- Immeuble d'habitation de style Art déco, situé au 12 avenue Victor-Hugo, entre 1923 et 1925[10].
- Compagnie générale d'électricité, immeuble de style Art déco à l'angle des rues Montmartre et Eugène-Guillaume, en 1927[11].
- Restauration de la Maison Millière en 1927[12].
- La Grande Pharmacie Bruant, de style Art déco et situé aux n°20-22 rue de la Liberté, entre 1931 et 1934[13].
- Immeuble d'habitation de style Art déco, situé au 5 rue Jean-Baptiste-Lallemand, entre 1934 et 1935[14].
- Viaduc ou Pont de la Porte d'ouche de style Art déco, avec l'architecte Paul Deshérault en 1937[15],[16].

### Is-sur-Tille
- Monument aux morts d'Is-sur-Tille

### Salins-les-Bains
- Monument aux morts de Salins-les-Bains

### Saint-Jean-de-Losne
- Monument aux morts de Saint-Jean-de-Losne

### Châtillon-sur-Seine
- La reconstruction du centre-ville de Châtillon-sur-Seine, dirigé par l'architecte Henri Viollet à la suite du bombardement du 15 juin 1940[17].

## Galerie

### Dijon

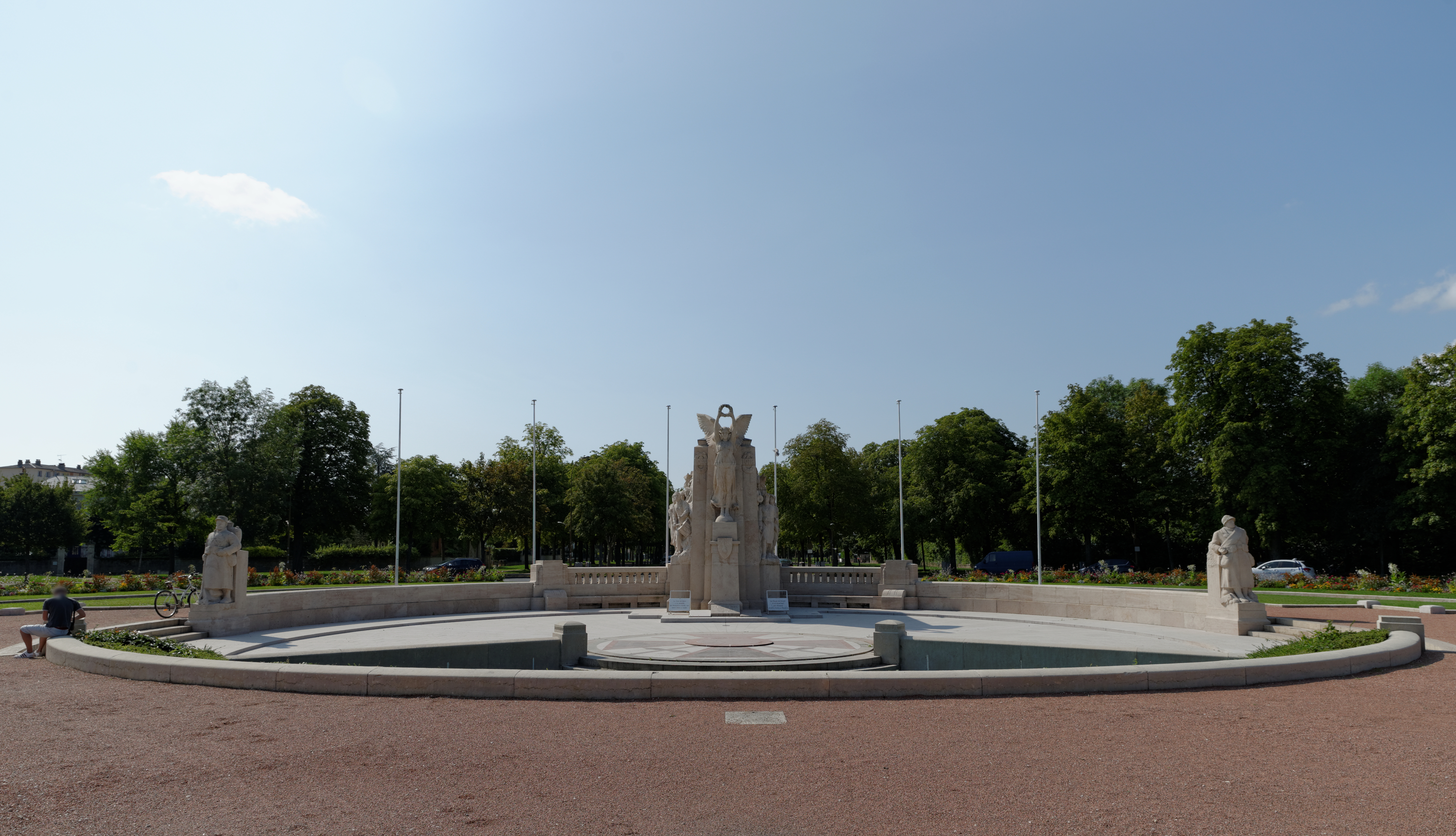
Monument aux morts de Dijon.